# 고등고시
고등고시(高等考試), 즉 5급 (행정직), 5등급 (외무직), 5급 (기술직)은 대한민국 정부가 행정부의 5급 행정직군 및 기술직군 공무원 또는 외교통상직 공무원을 선발하기 위한 시험으로서 인사혁신처 주관으로 실시된다.
2011년부터 '고등고시'가 폐지되고 5급(행정직), 5등급(외무직), 5급(기술직)으로 개편되었다. 5등급 (외무직) 공채는 2013년 상반기 치러진 제47회 시험을 마지막으로 폐지되고 외교관후보자 선발시험으로 변경되었다

## 종류

### 5급 (행정직), 5급 (기술직)
- 행정직 : 일반행정, 법무행정, 재경, 국제통상, 교육행정, 사회복지, 교정, 보호, 검찰사무
- 기술직 : 일반기계, 전기, 화공, 일반농업, 산림자원, 시설조경, 일반환경, 일반토목, 건축, 전산개발, 통신기술, 기상

### 5등급 (외무직)
현행 5등급 (외무직) 공채는 2013년 상반기 치러진 제47회 시험을 마지막으로 폐지되었다.

## 연혁
고등고시 행정과, 사법과
1948년 대한민국 정부가 수립되고, 그 다음해인 1949년에 "고등고시령"이 제정, 공포되면서 이에 따라 "고등고시 행정과"와 "고등고시 사법과"가 시행되었다. 이 중 "행정과"는 행정고등고시, 외무고등고시로 이어졌고, "사법과"는 이후 "사법시험"으로 바뀌었다. 이 당시에는 공무원 계급이 1급 - 2급 - 3급 갑류 - 3급 을류 - 4급 갑류 - 4급 을류 - 5급으로 되어 있었다. 고등고시에 합격하면 "3급 을류"로 임용되었다. 3급 을류에는 사무관, 대사관 3등 서기관, 검사, 총경 등이 있었다.
고등고시 행정과, 사법과, 기술과
1953년에는 "고등고시 기술과"가 신설되었다. 이는 근래의 "기술고등고시"의 전신이라 할 수 있다.
고등고시 행정과, 사법과
1961년 "공무원고시령"이 제정, 공포되면서, "기술과"는 폐지되고 다시 "행정과"와 "사법과"만 시행되었다.
3급공개경쟁채용시험
1963년 5월 29일에는 "공무원고시령"이 폐지되고, "공무원임용령"이 폐지제정되면서 "고등고시"는 "3급공개경쟁채용시험"으로 바뀌었다.
이에 앞서 1963년 5월 9일에는 "사법시험령"이 제정, 공포되면서 "고등고시 사법과"는 "사법시험"으로 바뀌고 별도로 시행되었다.(참고: 오늘날 "사법고시"는 "사법시험"의 잘못된 표현이다.)
1966년에는 "공무원임용시험령"이 분리되었다.
3급을류공개경쟁채용시험
1968년에는 "3급공개경쟁채용시험"이 "3급을류공개경쟁채용시험"으로 바뀌어 경찰, 외무, 재정, 행정, 기술 등 직렬별로 선발하였다.
행정고등고시, 외무고등고시, 기술고등고시
1973년 "공무원임용시험령"이 개정되면서 "고등고시"라는 명칭이 부활하여 1974년부터는 다시 "행정고등고시", "외무고등고시", "기술고등고시"로 시행되었다.
1981년 6월 10일 "공무원임용령"이 개정되면서 일반직 1~5급 체계가 현재와 같은 일반직 1~9급 체계로 바뀌면서 종전의 "3급 을류"가 "5급"으로 바뀌었고, 고등고시 합격자는 5급 사무관으로 임용되었다.
행정고등고시, 외무고등고시, 기술고등고시, 지방고등고시
1995년 "지방공무원임용령"이 개정되면서 "지방5급공개경쟁신규임용시험" 즉 "지방고등고시"가 시행되어 행정분야, 기술분야로 선발하였다.
1998년 총무처가 내무부와 통합되어 행정자치부(현 안전행정부)가 되었고, 1999년 중앙인사위원회가 창설되면서 행정자치부에 있던 인사기능 중 일부가 중앙인사위원회 소관이 되었다.
2002년 1월 26일 "공무원임용시험령"이 개정되면서 1차 시험에 공직적성평가제도(PSAT) 도입, 영어시험을 토플, 토익, 텝스 등으로 대체 등의 내용이 반영되었다.
2002년 12월 26일 개정에서 양성평등채용목표제 도입이 반영되었다.
행정고등고시, 외무고등고시
2003년 12월 30일 개정에서 "기술고등고시"와 "행정고등고시"가 다시 "행정고등고시"로 통합되었다.
이에 앞서 2003년 11월 27일 "지방공무원임용령"이 개정되면서 "지방고등고시"가 폐지되고 2004년부터는 "행정고등고시 지역별 구분모집"으로 반영되었다.
2004년부터 외무고등고시 1차시험에 공직적격성평가(PSAT)가 적용되었다.
2005년부터는 행정고등고시 1차시험에도 공직적격성평가(PSAT)가 적용되었다. PSAT가 시행되면서 1차시험 합격자에게 다음해 1차시험을 면제해 주던 제도가 폐지되었다.
2004년 6월 12일에는 행정자치부 인사국, 중앙공무원교육원, 소청심사위원회 등 인사기능이 중앙인사위원회로 이관되어 일원화되면서 공무원임용시험 관련 업무도 중앙인사위원회 소관이 되었다.
5급 행정직, 5등급 외무직, 5급(기술직)
2011년부터 행정고등고시와 외무고등고시가 5급(행정직), 5등급(외무직), 5급(기술직)으로 개편되었다.
현행 5등급 (외무직) 공채는 2013년 상반기 치러지는 제47회 시험을 끝으로 폐지되었다.
2015년 시험부터 5급 행정직, 5급 기술직 1차시험에서 특정 직렬에서 10배수에서 8배수로 선발인원이 줄었으며 3차시험 합격자에 한해 다음년도 1차시험을 다시 면제한다.
2017년부터는 5급 행정직, 5급 기술직에 1차시험에 헌법 과목이 추가될 예정이며 pass or fail 과목으로써 60점 이상의 득점을 합격 요건으로 요구한다.

## 응시자격
5급 공채는 공개경쟁채용시험이므로 학력이나 경력에 따른 응시자격 제한은 없으나, 제3차 시험인 면접시험 최종예정일 기준으로 국가공무원법 제33조(외무공무원은 외무공무원법 제9조, 검찰사무직공무원은 검찰청법 제50조)의 결격사유에 해당되거나 공무원임용시행령 등 관계법령에 의하여 응시자격이 정지당한 자는 응시할 수 없다.
5급 공채의 응시가능연령은 20세 이상이다. 응시자격 제한을 최소화하고자 국가공무원법이 개정됨에 따라 공무원임용시험령이 응시자격 제한이 최소화되도록 개정되었다.

## 시험단계 및 시험과목
5급 공채의 시험단계와 시험과목은 공무원임용시험령 별표1에 나타나 있고, 행정안전부가 사이버국가고시센터 매년 1월초 공고하는 "국가공무원 임용시험계획 공고"를 통해 알 수 있다.
출제된 문제에 대한 공개는 2001년부터 이루어지고 있다. 

### 제1차 시험: 공직적격성평가
제1차 시험은 공직적격성평가(Public Service Aptitude Test, PSAT)와 영어인데, 영어는 민간영어능력시험(토플, 토익, 텝스, 지텔프, 플렉스 등)으로 대체되었다.
토익을 기준으로 했을 때 700점 이상의 점수 득점을 요구하며 현재는 2년 기한이지만 2017년부터 3년 기한으로 늘어난다.
한국사능력검정시험또한 시험 응시를 위한 조건인데 2등급 이상을 요구한다. 현재는 2년기한이지만 2017년부터 4년 기한으로 변경된다.
공직적격성평가는 논리적·비판적 사고능력, 자료의 분석 및 정보추론능력, 판단 및 의사결정능력 등의 종합적 사고력을 평가하기 위한 선택형(객관식,5지1택형) 필기시험이다. 특정과목의 전문지식을 얼마나 많이 소유하고 있는지의 평가가 아니라, 공직자로서 필요한 기본적인 소양과 자질을 측정하는 데 초점을 맞추고 있다.
공직적격성평가의 평가영역은 다음 세 가지로, 각 영역별로 100점 만점에 40문항씩이며 시험시간은 각각 90분이다. 시험시간은 2010년부터 80분에서 90분으로 늘어났다.

① 언어논리영역: 글의 이해, 표현, 추론, 비판과 논리적 사고 등의 능력을 검정

② 자료해석영역: 수치자료의 정리와 이해, 처리와 응용계산, 분석과 정보추출 등의 능력을 검정

③ 상황판단영역: 상황의 이해, 추론 및 분석, 문제해결, 판단과 의사결정 등의 능력을 검정
2004년 외무고등고시에 처음 도입되었고, 2005년 행정고등고시에도 도입되었으며, 2007년부터는 행정고등고시와 외무고등고시의 제1차 시험이 공직적격성평가로만 치러지고 있다.
2015년이전에는 총 합격 인원의 10배수를 선발하였으나 2015년이후부터 일정 직렬에서 8배수만을 선발한다.
2016년이후부터는 다시 7배수로 바뀌었다.
2017년이후부터는 헌법과목이 추가되었으며, Pass/Fail방식으로 평가하여 60점 이상의 득점을 요구하고 있다.

### 제2차 시험: 논문형 필기시험
제2차 시험은 논문형 필기시험으로서 과목당 120분 내에서 문제에 따라 논술형과 약술형이 있다. 5급 (행정직)의 시험과목의 수는 필수과목 4개(직렬에 따라 조금씩 다르다)와 선택과목 1개 등 5과목이고, 5급 (기술직)의 경우는 필수과목 3개와 선택과목 1개 등 4과목이다. 5등급 (외무직)의 경우는 필수과목 4개(영어, 국제정치학, 국제법, 경제학)와 선택과목 제2외국어 1개(독어, 불어, 러시아어, 중국어, 일어, 스페인어)이다.

필수 과목은 과목당 100점, 선택 과목은 50점이다. 이것은 선택 과목에 따른 유불리를 줄이기 위한 것이다. 2차 시험 성적으로 최종 선발 인원의 약 120%에 해당하는 인원들을 선발한다.

### 제3차 시험: 면접시험
제2차 시험을 합격하면, 제3차 시험인 면접시험을 보게 되는데, 정해진 기간 이내에 면접 시험 응시 여부를 결정하여 면접시험등록을 해야 했으나, 2018년부터는 면접시험포기등록을 하는 것으로 바뀌었다. 면접시험은 공무원으로서의 정신자세, 전문지식과 그 응용능력, 의사발표의 정확성과 논리성, 예의·품행 및 성실성, 창의력·의지력 및 발전가능성 등을 평가한다. 면접 평가에서는 수험자의 모든 배경적 조건을 배제하고 평가를 실시하는 것이 원칙이다.

### 5급 공채(행정, 기술) 합격 이후
5급 공채에 최종합격을 하면, 채용후보자등록을 정해진 기간내에 필하거나 5급 공무원으로의 임용을 원하지 아니하는 자는 정해진 기간내에 임용포기를 반드시 필해야 한다. 임용을 원하지 아니하는 자가 임용포기원을 출원하지 아니한 경우에는 법적 불이익을 당할 수 있다. 임용을 원하는 자가 채용후보자등록 절차를 모두 마치면, 인사혁신처에서는 채용후보자의 신원조사와 임용결격여부를 조사한다. 이 조사를 원활히 통과하면 채용후보자 신분이 되어 연수를 받게 된다.
만일, 합격을 하였으나 학업, 질병치료 등 부득이한 사정으로 인하여 임용을 유예하고자 하는 경우 최대 1년간 임용 유예를 할 수 있다. 하지만 국가공무원수급계획에 따라 임용 유예가 받아들여지지 않을 수도 있으며, 임용 후보자가 신청한 기간만큼을 받아들이지 아니하는 경우도 있다. 학업으로 인한 임용의 유예의 경우 임용 후보자가 학업 도중에 합격한 경우에만 유효하고, 합격 이후 학업을 시작하기 위해 임용 유예를 신청하는 것은 불가능하다.
5급 공채 합격자는 충청북도 진천군의 국가공무원인재개발원에 모두 모여 4~11개월에 걸쳐 연수를 받게 된다. 교육을 종료한 자의 근무지 발령은 2차 성적과 인재원 성적을 조합하여 결정하는데, 부처마다 다르고 같은 부처라고 하더라도 해마다 달라지기 때문에 조합비율은 정확히 알려져 있지 않다.
과거에는 공무원 신분인 사무관 시보 자격으로 연수를 받았으나, 최근에는 공무원이 아닌 채용후보자 신분으로 연수를 받고 연수 이후에 사무관 시보 자격을 얻는 것으로 변경되었다. 다만 채용후보자라고 하더라도 연수 기간에는 일정 수준의 보수가 지급된다.

### 5등급 (외무직) 합격 이후
합격이후 외교안보연구원에서 6~10개월간의 연수를 마치고, 외교통상부와 그 산하ㆍ유관기관에서 근무하게 된다.

## 시행년도와 기수
고등고시 행정과는 1950년 제1회부터 1963년 제14회까지였고, 1963년 행정고등고시 제1회를 시작으로 다시 기수가 부여되어 현재까지 이어지고 있다. 한 해에 2개 기수가 배출된 경우는 1957년, 1970년, 1972년, 1973년, 1975년, 1976년, 1977년 등 총 7번이다.

#### 고등고시 행정과 (1950년~1962년)
1950년 제1회 / 1951년 제2회 / 1952년 제3회 / 1953년 제4회 / 1954년 제5회 / 1955년 제6회 / 1956년 제7회 / 1957년 제8회, 제9회 / 1958년 제10회 / 1959년 제11회 / 1960년 제12회 / 1961년 제13회 / 1962년 제14회

#### 행정고등고시(1963년~2010년)
1963년 제1회 / 1964년 제2회 / 1965년 제3회 / 1966년 제4회 / 1967년 제5회 / 1968년 제6회 / 1969년 제7회
1970년 제8회, 제9회 / 1971년 제10회 / 1972년 제11회, 제12회 / 1973년 제13회, 제14회

#### 1974년 이후 5급 공채시험 연도별 시험명 및 합격 발표일
| 합격 연도 | 행정고시 / 5급공채                                                             | 기술고시 / 5급공채                                                             | 지방고시 / 5급공채                                                             | 외무고시 / 5등급공채 / 외교관후보자                                  |
| --------- | ------------------------------------------------------------------------------ | ------------------------------------------------------------------------------ | ------------------------------------------------------------------------------ | -------------------------------------------------------------------- |
| 1974년    | 제15회 행정고시, 1974-05-31                                                    | 제10회 기술고시, 1974-12-28                                                    |                                                                                | 제8회 외무고시, 1974-05-17                                           |
| 1975년    | 제16회 행정고시, 1975-01-25 제17회 행정고시, 1975-07-01                        | 제11회 기술고시, 1975-12-20                                                    |                                                                                | 제9회 외무고시, 1975-05-03                                           |
| 1976년    | 제18회 행정고시, 1976-01-27 제19회 행정고시, 1976-12-17                        | 제12회 기술고시, 1976-12-30                                                    |                                                                                | 제10회 외무고시, 1976-11-15                                          |
| 1977년    | 제20회 행정고시, 1977-05-17 제21회 행정고시, 1977-12-30                        | 제13회 기술고시, 1977-12-17                                                    |                                                                                | 제11회 외무고시, 1977-09-03                                          |
| 1978년    | 제22회 행정고시, 1978-12-19                                                    | 제14회 기술고시, 1978-12-29                                                    |                                                                                | 제12회 외무고시, 1978-05-23                                          |
| 1979년    | 제23회 행정고시, 1979-12-22                                                    | 제15회 기술고시, 1979-12-27                                                    |                                                                                | 제13회 외무고시, 1979-04-27                                          |
| 1980년    | 제24회 행정고시, 1980-12-19                                                    | 제16회 기술고시, 1980-12-27                                                    |                                                                                | 제14회 외무고시, 1980-04-17                                          |
| 1981년    | 제25회 행정고시, 1981-12-30                                                    | 제17회 기술고시, 1981-12-30                                                    |                                                                                | 제15회 외무고시, 1981-05-26                                          |
| 1982년    | 제26회 행정고시, 1982-12-30                                                    | 제18회 기술고시, 1982-12-30                                                    |                                                                                | 제16회 외무고시, 1982-04-17                                          |
| 1983년    | 제27회 행정고시, 1983-12-17                                                    | 제19회 기술고시, 1983-12-30                                                    |                                                                                | 제17회 외무고시, 1983-04-30                                          |
| 1984년    | 제28회 행정고시, 1984-12-01                                                    | 제20회 기술고시, 1984-12-29                                                    |                                                                                | 제18회 외무고시, 1984-05-19                                          |
| 1985년    | 제29회 행정고시, 1985-11-30                                                    | 제21회 기술고시, 1985-12-28                                                    |                                                                                | 제19회 외무고시, 1985-05-04                                          |
| 1986년    | 제30회 행정고시, 1986-11-15                                                    | 제22회 기술고시, 1986-12-27                                                    |                                                                                | 제20회 외무고시, 1986-04-11                                          |
| 1987년    | 제31회 행정고시, 1987-11-28                                                    | 제23회 기술고시, 1987-12-31                                                    |                                                                                | 제21회 외무고시, 1987-04-15                                          |
| 1988년    | 제32회 행정고시, 1988-11-24                                                    | 제24회 기술고시, 1988-12-27                                                    |                                                                                | 제22회 외무고시, 1988-04-14                                          |
| 1989년    | 제33회 행정고시, 1989-11-23                                                    | 제25회 기술고시, 1989-12-27                                                    |                                                                                | 제23회 외무고시, 1989-04-12                                          |
| 1990년    | 제34회 행정고시, 1990-11-21                                                    | 제26회 기술고시, 1990-12-27                                                    |                                                                                | 제24회 외무고시, 1990-04-18                                          |
| 1991년    | 제35회 행정고시, 1991-11-23                                                    | 제27회 기술고시, 1991-12-28                                                    |                                                                                | 제25회 외무고시, 1991-04-17                                          |
| 1992년    | 제36회 행정고시, 1992-11-27                                                    | 제28회 기술고시, 1992-12-23                                                    |                                                                                | 제26회 외무고시, 1992-04-16                                          |
| 1993년    | 제37회 행정고시, 1993-12-01                                                    | 제29회 기술고시, 1993-12-18                                                    |                                                                                | 제27회 외무고시, 1993-04-17                                          |
| 1994년    | 제38회 행정고시, 1994-11-30                                                    | 제30회 기술고시, 1994-12-21                                                    |                                                                                | 제28회 외무고시, 1994-04-13                                          |
| 1995년    | 제39회 행정고시, 1995-12-16                                                    | 제31회 기술고시, 1995-12-28                                                    | 제1회 지방고시                                                                 | 제29회 외무고시, 1995-04-15                                          |
| 1996년    | 제40회 행정고시, 1996-11-23                                                    | 제32회 기술고시, 1996-12-26                                                    | 제2회 지방고시, 1996-11-19                                                     | 제30회 외무고시, 1996-04-10                                          |
| 1997년    | 제41회 행정고시, 1997-11-05                                                    | 제33회 기술고시, 1997-12-24                                                    | 제3회 지방고시, 1997-10-23                                                     | 제31회 외무고시, 1997-06-18                                          |
| 1998년    | 제42회 행정고시, 1998-11-12                                                    | 제34회 기술고시, 1998-12-12                                                    | 제4회 지방고시, 1998-11-10                                                     | 제32회 외무고시, 1998-05-27                                          |
| 1999년    | 제43회 행정고시, 1999-11-18                                                    | 제35회 기술고시, 1999-12-28                                                    | 제5회 지방고시, 1999-12-18                                                     | 제33회 외무고시, 1999-06-05                                          |
| 2000년    | 제44회 행정고시, 2000-11-23                                                    | 제36회 기술고시, 2000-12-19                                                    | 제6회 지방고시 (행정직), 2000-11-23 제6회 지방고시 (기술직), 2000-12-19        | 제34회 외무고시, 2000-06-15                                          |
| 2001년    | 제45회 행정고시, 2001-11-10                                                    | 제37회 기술고시, 2001-12-19                                                    | 제7회 지방고시 (행정직), 2001-11-10 제7회 지방고시 (기술직), 2001-12-19        | 제35회 외무고시, 2001-06-30                                          |
| 2002년    | 제46회 행정고시, 2002-11-02                                                    | 제38회 기술고시, 2002-12-28                                                    | 제8회 지방고시 (행정직), 2002-11-02 제8회 지방고시 (기술직), 2002-12-28        | 제36회 외무고시, 2002-06-29                                          |
| 2003년    | 제47회 행정고시, 2003-11-11                                                    | 제39회 기술고시, 2003-11-28                                                    | 제9회 지방고시 (행정직), 2003-11-11 제9회 지방고시 (기술직), 2003-11-28        | 제37회 외무고시, 2003-06-20                                          |
| 2004년    | 제48회 행정고시 (행정.공안직), 2004-11-09 제48회 행정고시 (기술직), 2004-12-21 | 제48회 행정고시 (행정.공안직), 2004-11-09 제48회 행정고시 (기술직), 2004-12-21 | 제48회 행정고시 (행정.공안직), 2004-11-09 제48회 행정고시 (기술직), 2004-12-21 | 제38회 외무고시, 2004-07-09                                          |
| 2005년    | 제49회 행정고시 (행정.공안직), 2005-12-23 제49회 행정고시 (기술직), 2005-12-23 | 제49회 행정고시 (행정.공안직), 2005-12-23 제49회 행정고시 (기술직), 2005-12-23 | 제49회 행정고시 (행정.공안직), 2005-12-23 제49회 행정고시 (기술직), 2005-12-23 | 제39회 외무고시, 2005-07-08                                          |
| 2006년    | 2006년 행정고시 (행정.공안직), 2006-12-22 2006년 행정고시 (기술직), 2006-12-22 | 2006년 행정고시 (행정.공안직), 2006-12-22 2006년 행정고시 (기술직), 2006-12-22 | 2006년 행정고시 (행정.공안직), 2006-12-22 2006년 행정고시 (기술직), 2006-12-22 | 2006년 외무고시, 2006-06-30                                          |
| 2007년    | 2007년 행정고시 (행정직), 2007-12-21 2007년 행정고시 (기술직), 2007-12-21      | 2007년 행정고시 (행정직), 2007-12-21 2007년 행정고시 (기술직), 2007-12-21      | 2007년 행정고시 (행정직), 2007-12-21 2007년 행정고시 (기술직), 2007-12-21      | 2007년 외무고시, 2007-06-29                                          |
| 2008년    | 2008년 행정고시 (행정), 2008-11-28 2008년 행정고시 (기술), 2008-12-05          | 2008년 행정고시 (행정), 2008-11-28 2008년 행정고시 (기술), 2008-12-05          | 2008년 행정고시 (행정), 2008-11-28 2008년 행정고시 (기술), 2008-12-05          | 2008년 외무고시, 2008-06-24                                          |
| 2009년    | 2009년 행정고시 (행정), 2009-11-27 2009년 행정고시 (기술), 2009-12-04          | 2009년 행정고시 (행정), 2009-11-27 2009년 행정고시 (기술), 2009-12-04          | 2009년 행정고시 (행정), 2009-11-27 2009년 행정고시 (기술), 2009-12-04          | 2009년 외무고시, 2009-06-23                                          |
| 2010년    | 2010년 행정고시 (행정), 2010-11-26 2010년 행정고시 (기술), 2010-12-07          | 2010년 행정고시 (행정), 2010-11-26 2010년 행정고시 (기술), 2010-12-07          | 2010년 행정고시 (행정), 2010-11-26 2010년 행정고시 (기술), 2010-12-07          | 2010년 외무고시, 2010-06-25                                          |
| 2011년    | 2011년 5급공채 (행정), 2011-11-23 2011년 5급공채 (기술), 2011-12-06            | 2011년 5급공채 (행정), 2011-11-23 2011년 5급공채 (기술), 2011-12-06            | 2011년 5급공채 (행정), 2011-11-23 2011년 5급공채 (기술), 2011-12-06            | 2011년 5등급공채 (외무직), 2011-06-17                                |
| 2012년    | 2012년 5급공채 (행정), 2012-11-28 2012년 5급공채 (기술), 2012-12-11            | 2012년 5급공채 (행정), 2012-11-28 2012년 5급공채 (기술), 2012-12-11            | 2012년 5급공채 (행정), 2012-11-28 2012년 5급공채 (기술), 2012-12-11            | 2012년 5등급공채 (외무직), 2012-06-22                                |
| 2013년    | 2013년 5급공채 (행정), 2013-11-20 2013년 5급공채 (기술), 2013-12-03            | 2013년 5급공채 (행정), 2013-11-20 2013년 5급공채 (기술), 2013-12-03            | 2013년 5급공채 (행정), 2013-11-20 2013년 5급공채 (기술), 2013-12-03            | 2013년 5등급공채 (외무직), 2013-06-12 2013년 외교관후보자 2013-06-10 |
| 2014년    | 2014년 5급공채 (행정), 2014-12-10 2014년 5급공채 (기술), 2014-12-23            | 2014년 5급공채 (행정), 2014-12-10 2014년 5급공채 (기술), 2014-12-23            | 2014년 5급공채 (행정), 2014-12-10 2014년 5급공채 (기술), 2014-12-23            | 2014년 외교관후보자, 2014-09-19                                      |
| 2015년    | 2015년 5급공채 (행정), 2015-11-18 2015년 5급공채 (기술), 2015-12-11            | 2015년 5급공채 (행정), 2015-11-18 2015년 5급공채 (기술), 2015-12-11            | 2015년 5급공채 (행정), 2015-11-18 2015년 5급공채 (기술), 2015-12-11            | 2015년 외교관후보자, 2015-10-08                                      |
| 2016년    | 2016년 5급공채 (행정), 2016-11-09 2016년 5급공채 (기술), 2016-12-13            | 2016년 5급공채 (행정), 2016-11-09 2016년 5급공채 (기술), 2016-12-13            | 2016년 5급공채 (행정), 2016-11-09 2016년 5급공채 (기술), 2016-12-13            | 2016년 외교관후보자, 2016-09-30                                      |
| 2017년    | 2017년 5급공채 (행정), 2017-11-08 2017년 5급공채 (기술), 2017-12-13            | 2017년 5급공채 (행정), 2017-11-08 2017년 5급공채 (기술), 2017-12-13            | 2017년 5급공채 (행정), 2017-11-08 2017년 5급공채 (기술), 2017-12-13            | 2017년 외교관후보자, 2017-09-26                                      |
| 2018년    | 2018년 5급공채 (행정), 2018-09-30 2018년 5급공채 (기술), 2018-09-30            | 2018년 5급공채 (행정), 2018-09-30 2018년 5급공채 (기술), 2018-09-30            | 2018년 5급공채 (행정), 2018-09-30 2018년 5급공채 (기술), 2018-09-30            | 2018년 외교관후보자, 2018-09-14                                      |